# Carol Ross
Carol Ross (ur. 11  czerwca 1959 w Oakland) – amerykańska koszykarka uczelniana, następnie trenerka koszykarska.

## Osiągnięcia
Na podstawie, o ile nie zaznaczono inaczej.

### Zawodnicze

#### College
- Mistrzyni turnieju stanowego AIAW (1978, 1979)
- 3. miejsce w turnieju stanowym AIAW (1980)
- Uczestniczka rozgrywek TOP 12 turnieju ogólnokrajowego AIAW (1978)
- Zaliczona do I składu turnieju SEC (1980)

### Trenerskie

#### Trenerka główna
Drużynowe
- Rozgrywki:
  - Elite 8 turnieju NCAA (1997, 2007)
  - Sweet 16 turnieju NCAA (1997, 1998, 2007)
  - II rundy turnieju NCAA (1993, 1995, 1997, 1998, 2001)
  - turnieju NCAA (1993–1999, 2001, 2002, 2004, 2005, 2007)

Indywidualne
- Trenerka roku:
  - WNBA (2012)[6]
  - konferencji SEC NCAA (1994, 2001, 2004)[7][martwy link]
- Laureatka nagrody Coaches vs. Cancer Champion Award (2000)
- Zaliczona do:
  - University of Mississippi Athletic Hall of Fame (2001)
  - Mississippi Sports Hall of Fame (2023)

#### Asystentka
- Wicemistrzostwo:
  - WNBA (2010, 2011)
  - NCAA (1988, 1989, 1990)
- Mistrzostwo:
  - turnieju konferencji Southeastern (SEC – 1987, 1990)
  - sezonu zasadniczego SEC (1987–1989)
  - świata U–19 (2005)
- Rozgrywki:
  - Elite 8 turnieju (1987–1990)
  - Sweet 16 turnieju NCAA (1986–1990)
  - turnieju NCAA (1985–1990)